# 最高到達点 (曲)
「最高到達点」（さいこうとうたつてん、英: The Peak）は、日本のバンド・SEKAI NO OWARIの楽曲。自身の6作目の配信限定シングルとして2023年9月17日にユニバーサルミュージック内のレーベル・Virgin Musicから配信された。

## 概要
前作『ROBO』から、約1か月ぶりとなる配信限定シングル。テレビアニメ『ONE PIECE』のオープニングテーマとして書き下ろされた。
リリース前日の9月16日に配信リリースとジャケットが発表された。ジャケットには『ONE PIECE』の主人公である、モンキー・D・ルフィ（ギア5形態）のイラストが使用されている。配信に先駆け、本楽曲の一部音源がONE PIECE公式YouTubeチャンネルにて解禁されたほか、自身らがパーソナリティを務めるラジオ番組『SEKAI NO OWARI “The House”』の9月16日の放送回でフルバージョンを初めて公開した。
10月8日には、「最高到達点 (Instrumental)」と題したオフヴォーカルバージョンが配信限定シングルとして配信された。
2024年10月1日に公開された、マイナビニュースによるアニメ『ONE PIECE』歴代オープニングテーマの人気ランキングでは7位にランクインした。
2024年3月13日にリリースされた、バンド7作目のスタジオ・アルバム『Nautilus』に本楽曲が収録されている。また、2025年4月23日にリリースされる『ONE PIECE』の主題歌ベストアルバム『ONE PIECE 25th Anniversary BEST 1999-2024』に本楽曲が収録される予定。

### ミュージックビデオ
12月18日に、大型客船を舞台にしたミュージックビデオが公開された。監督はSaoriの夫で、俳優・監督の池田大。撮影は滋賀県の琵琶湖にある汽船であるミシガンで行われ、バンド史上最大規模のロケ撮影となった。本作で、初めて関西でミュージックビデオの撮影が行われた。翌年にリリースしたアルバム『Nautilus』の完全数量限定デラックス盤に付属するBlu-ray Discには、ミュージックビデオとメイキング映像が収録されている。
なお、10月14日には『ONE PIECE』の映像を使用したリリックビデオが公開されていた。

## 収録曲
| #  | タイトル       | 作詞   | 作曲    | 編曲           | 時間 |
| -- | -------------- | ------ | ------- | -------------- | ---- |
| 1. | 「最高到達点」 | Fukase | Nakajin | SEKAI NO OWARI | 3:47 |

## テレビ披露
| 出演日 | 出演日   | 番組名                                              | 放送局         | 演奏曲     |
| 年     | 月日     | 番組名                                              | 放送局         | 演奏曲     |
| ------ | -------- | --------------------------------------------------- | -------------- | ---------- |
| 2023年 | 12月13日 | FNS歌謡祭                                           | フジテレビ系列 | 最高到達点 |
| 2023年 | 12月18日 | CDTVライブ!ライブ!                                  | TBS系列        | 最高到達点 |
| 2023年 | 12月22日 | ミュージックステーション                            | テレビ朝日系列 | 最高到達点 |
| 2023年 | 12月27日 | 発表!今年イチバン聴いた歌〜年間ミュージックアワード | 日本テレビ系列 | 最高到達点 |
| 2024年 | 3月18日  | CDTVライブ!ライブ!                                  | TBS系列        | 最高到達点 |
| 2024年 | 4月4日   | SONGS                                               | NHK            | 最高到達点 |

## タイアップ
- フジテレビ系列 テレビアニメ『ONE PIECE』主題歌

## 収録アルバム
- Nautilus
- ONE PIECE 25th Anniversary BEST 1999-2024

## カバー
- ハロー、ハッピーワールド!（弦巻こころ〈伊藤美来〉） - ゲーム『バンドリ! ガールズバンドパーティ!』に収録（2025年5月5日追加）